# Reinterzato
In araldica il termine reinterzato indica lo scudo interzato due volte; si tratta quindi di uno scudo in cui ciascuno dei due settori in cui è ripartito lo scudo da una delle partizioni di base (partito, fasciato, tagliato o trinciato) è interzato secondo la stessa direzione e presenta la stessa sequenza di smalti.
Si incontra anche, più raramente, l'interzato triplo che indica lo scudo in cui i settori a loro volta interzati sono tre e derivano da uno dei quattro interzati di base (in palo, in fascia, in banda, in sbarra).

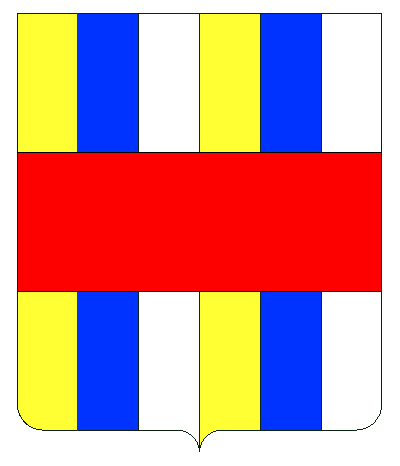
Reinterzato in palo d'oro, d'azzurro e d'argento, alla fascia di rosso attraversante (famiglia Trevisani)
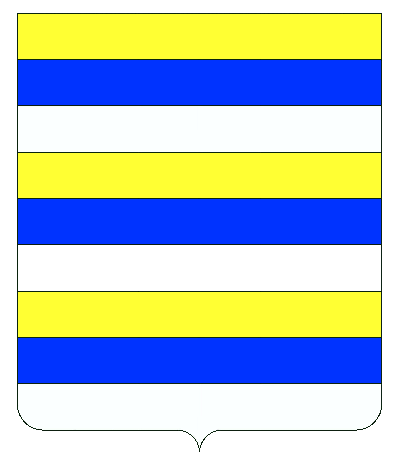
Interzato triplo in fascia d'oro, d'azzurro e d'argento (famiglia Bart, Francia)